# Андерс Нилсон
Андерс Нилсон (швед. Anders Nilsson; рођен 19. марта 1990. у Лулеу, Шведска) професионални је шведски хокејаш на леду који игра на позицији голмана.
Тренутно наступа у редовима руског Ак Барса из Казања у КХЛ лиги, за који наступа од сезоне 2014/15.
У дресу саниорске репрезентације Шведске освојио је две медаље на светским првенствима, сребро на СП 2011. у Братислави и бронзу са СП 2014. у Минску.
Његов отац Педер Нилсон такође је био хокејаш и играо је на позицији голмана, док је старији брат Јенс играо на позицији нападача у нижеразредним лигама.

## Клупска каријера
Андерс Нилсон рођен је у правој хокејашкој породици, пошто су се и његов отац Педер и старији брат Јенс активно бавили овим спортом. Прве хокејашке кораке Андерс је начинио у школи хокеја шведског клуба Лулео иу свог родног града, а играчку каријеру започео је у редовима истог клуба 2005, у секцији за играче до 18 година. Дебитантски наступ за сениорски састав свог тима имао је 2009. године, а иако је те сезоне одиграо тек једну утакмицу већ током наредне две сезоне редовно је улазио у игру.
У мају 2009. учествовао је на улазном драфту НХЛ лиге ге га је у трећој рунди као 62. пика одабрала њујоршка екипа Ајландерси. Две године касније, у априлу 2011. потписује професионални трогодишњи уговор са њујоршким тимом.
Дебитантски наступ у НХЛ лиги забележио је у утакмици против Бостон Бруинса играној 19. новембра 2011, током којег је за 40 минута колико је провео у игри примио 3 гола (од укупно 17 шутева противника). Прву НХЛ победу остварио је тек 4. марта 2012. против екипе Девилса из Њу Џерзија, а уједно била је то и његова прва утакмица без примљеног гола у лиги до тада.
За екипу Ајландерса је одиграо свега 19 утакмица током две сезоне, док је највећи део трајања уговора провео као позајмљен играч у Бриџпорт Саунд тајгерсима, филијали њујоршког тима из града Бриџпорта у Конектикату.
По истеку уговора са Ајландерсима, као слободан играч у мају 2014. потписује уговор са руским КХЛ лигашем Ак Барсом из Казања.

## Репрезентативна каријера
Нилсон је играо за све узрасне категорије селекције Шведске, а први значајнији успех остварио је на светском првенству за играче до 20 година 2010. године на којем је освојио бронзану медаљу.
Иако је био део сениорске репрезентације Шведске на Светском првенству 2011. играном у главном граду Словачке Братислави, турниру на којем су Швеђани освојили сребрну медаљу, није улазио у игру.
Други велики наступ остварио је на СП 2014. играном у Минску, на којем је Шведска освојила бронзану медаљу. На том турниру Нилсон је у игру улазио на 9 утакмице уз проценат одбрана од 93,8%.